# Странка (притока Пелуска)
Странка (словац. Stránka) — річка в Словаччині; права притока Пелуска. Протікає в окрузі Злате Моравце.
Довжина — 16.5 км. Витікає в масиві Трибеч на висоті 560 метрів.
Протікає територією сіл Златно і Манковце.
Впадає в Пелусок на висоті 169 метрів.